# David Grisman
David Grisman (Hackensack, 23 marzo 1945) è un musicista e compositore statunitense di genere bluegrass. Ha fondato l'etichetta Acoustic Disc specializzata in musica folk e new acoustic music.
Generalmente associato al country nel suo stile musicale sono presenti forti influenze jazz e folk.

## Biografia
Nato e cresciuto nel New Jersey è entrato nel 1963 nella Even Dozen Jug Band, gruppo dalla breve durata e con il quale ha pubblicato il disco omonimo l'anno successivo. Nel 1966 ha registrato un album dal vivo da solista pubblicato solo nel 1980 con il titolo di Early Dawg. È entrato poi nei Kentuckians e nel 1967 ha suonato nel disco Morning Again di Tom Paxton e formato sempre nel 1967 con Peter Rowan gli Earth Opera, gruppo psichedelico con cui ha pubblicato due album per la Elektra Records.
Nel 1973 è entrato nel supergruppo bluegrass Old and in the Way, in cui militavano Rowan, Vassar Clements, John Kahn ed il famoso chitarrista Jerry Garcia che gli affibbiò il nomignolo di "Dawg", ("amico" nello slang afroamericano) che venne usato successivamente dall'artista per identificare la propria musica caratterizzata da un mix tra il bluegrass ed il jazz suonato da artisti come Django Reinhardt e Stéphane Grappelli. Nel 1974 è entrato nei Muleskinner, altro supergruppo bluegrass.
Solo nel 1975 decise di formare un gruppo tutto suo, il David Grisman Quintet nome con cui ha firmato il primo album nel 1977. L'album che lo ha reso famoso è Hot Dawg del 1978, uscito per A&M Records, dove lo stesso Grappelli ha suonato in due brani. Nel 1981 i due hanno realizzato un album dal vivo Stephane Grappelli and David Grisman Live.
Negli anni successivi ha pubblicato varie decine di album sia da solista che in collaborazione con altri artisti.

## Discografia

### Album

#### Con la The Even Dozen Jug Band
- 1964 - The Even Dozen Jug Band

#### Solista
- 1966 - Early Dawg - (Live in New York, pubblicato nel 1980)
- 1976 - The David Grisman Rounder Record
- 1977 - The David Grisman Quintet
- 1978 - Hot Dawg
- 1979 - Bluegrass Guitar con Eric Thompson
- 1980 - Quintet '80
- 1981 - Mondo Mando
- 1981 - Stephane Grappelli/David Grisman Live con Stephane Grappelli
- 1982 - Here Today
- 1983 - David Grisman's Acoustic Christmas
- 1983 - Dawg Jazz/Dawg Grass
- 1983 - Mandolin Abstractions con Andy Statman
- 1984 - Acousticity
- 1987 - Svingin' with Svend
- 1988 - Home Is Where the Heart Is
- 1990 - Dawg '90
- 1991 - Garcia/Grisman con Jerry Garcia
- 1992 - Bluegrass Reunion
- 1993 - Common Chord con Daniel Kobialka
- 1993 - Not for Kids Only con Jerry Garcia
- 1993 - Dawgwood
- 1994 - Tone Poems con Tony Rice
- 1995 - Dawganova
- 1995 - Songs of Our Fathers con Andy Statman
- 1995 - Tone Poems 2 con Martin Taylor
- 1996 - DGQ-20
- 1996 - Shady Grove con Jerry Garcia
- 1997 - Doc & Dawg con Doc Watson
- 1998 - So What con Jerry Garcia
- 1999 - Retrograss con John Hartford e Mike Seeger
- 1999 - Dawg Duos con vari artisti
- 1999 - I'm Beginning To See The Light con Martin Taylor
- 2000 - Tone Poems 3 con Mike Auldridge e Bob Brozman
- 2000 - The Pizza Tapes con Jerry Garcia
- 2001 - New River con Denny Zeitlin
- 2001 - Traversata con Carlo Aonzo e Beppe Gambetta
- 2002 - Dawgnation
- 2003 - Life of Sorrow
- 2003 - Hold On, We're Strummin' con Sam Bush
- 2004 - Been All Around This World con Jerry Garcia
- 2006 - Dawg's Groove
- 2006 - DGBX come David Grisman Bluegrass Experience
- 2006 - New Shabbos Waltz con Andy Statman
- 2007 - The Living Room Sessions con Frank Vignola, Robin Nolan e Mike Papillo
- 2007 - Satisfied con John Sebastian

#### Con gli Earth Opera
- 1968 - Earth Opera
- 1969 - The Great American Eagle Tragedy

#### Con i Muleskinner
- 1973 - Muleskinner
- 1994 - Muleskinner Live: Original Television Soundtrack (registrato nel 1973)

#### Con gli Old and in the Way
- 1975 - Old and in the Way
- 1996 - That High Lonesome Sound
- 1997 - Breakdown
- 2002 - Old and in the Gray
- 2008 - Live at the Boarding House registrato nel 1973

#### Colonne sonore
- 1976 - Eat My Dust! di Charles B. Griffith
- 2001 - Grateful Dawg con Jerry Garcia

### Collaborazioni
- 1970 - American Beauty - dei Grateful Dead (nei brani Friend of the Devil e Ripple)